# Juan Bautista Bellido
Juan Bautista Bellido Tirado (Castellón, 20 de agosto de 1878 - 19 de mayo de 1953) fue un médico y político español, víctima de la represión durante la dictadura franquista.
Licenciado en Medicina por la Universidad de Valencia en 1901, pronto estableció consulta médica en la ciudad y logró una posición acomodada. En 1904 entró a trabajar como médico interino en el Hospital Provincial de Castellón. Ganó las oposiciones a médico de sala en 1924 en el mismo hospital, poniéndose al frente del servicio de Medicina. En 1930 fue Decano del hospital hasta 1938 con la entrada de los sublevados en la ciudad durante la Guerra Civil. En el terreno político militó en el Partido Republicano Radical, que abandonó por el escándalo del estraperlo, y en la Unión Republicana de Diego Martínez Barrio. Fue candidato a alcalde de la ciudad por el Frente Popular y compromisario para la elección del presidente de la República.
Declarado el conflicto bélico en julio de 1936, Juan Bellido estuvo al frente de la Junta de Sanidad Provincial atendiendo sus obligaciones como médico durante toda la guerra. La ciudad fue tomada el 14 de junio de 1938 y Bellido fue detenido dos días después, ingresando en prisión. Se le abrió expediente de depuración política de manera casi inmediata y fue cesado por "ser manifiestamente desafecto al Glorioso Movimiento Nacional". Se le abrió un proceso que concluyó en un consejo de guerra sumarísimo que lo condenó a cadena perpetua, inhabilitación y al pago de indemnizaciones que se cobraron vía incautación de bienes, siendo trasladado a la prisión de Torrero en Zaragoza. Fue puesto en libertad condicional en 1940 tras sucesivas conmutaciones de pena. En 1946 recibió el indulto por la pena de cárcel por el delito de rebelión, pero no por las accesorias. A pesar de que solicitó el regreso como médico a la institución provincial, le fue varias veces denegado, no pudiendo ejercer en la ciudad de Castellón por un tiempo, con lo que abrió consulta en Almazora para, más tarde, regresar a su ciudad natal.